# Pécsbagota
Pécsbagota é um município da Hungria, situado no condado de Baranya. Tem 6,07 km² de área e sua população em 2019 foi estimada em 106 habitantes.